# جبل عسل (بني سعد)

تعديل مصدري - تعديل

جبل عسل هي إحدى قرى عزلة قيهمة بمديرية بني سعد التابعة لمحافظة المحويت، بلغ تعداد سكانها 581 نسمة حسب تعداد اليمن لعام 2004.